# Hailey Danz
Hailey Danz (nascida Danisewicz; Milwaukee, 9 de janeiro de 1991) é um triatleta americano, campeão mundial de paratriatlo TRI-2 (2013).

## Prêmios
A tabela mostra os resultados mais significativos (pódio) obtidos no circuito internacional de Paratriatlo desde 2013.
| Ano  | Paratriatlo                                   | País           | Posição           | Tempo           |
| ---- | --------------------------------------------- | -------------- | ----------------- | --------------- |
| 2021 | Jogos Paralímpicos de Tóquio PTS2             | Japão          | Medalha de prata  | 1 h 14 min 58 s |
| 2016 | Jogos Paralímpicos do Rio PT2                 | Brasil         | Medalha de prata  | 1 h 23 min 43 s |
| 2016 | Campeonato Mundial de Paratriatlo PT2         | Países Baixos  | Medalha de bronze | 1 h 25 min 11 s |
| 2015 | ITU Series PT2 - Estágio Sunshine Coast       | Austrália      | Medalha de ouro   | 1 h 32 min 32 s |
| 2015 | Campeonato Norte Americano de Paratriatlo PT2 | México         | Medalha de ouro   | 1 h 23 min 28 s |
| 2015 | ITU Series PT2 - etapa Rio de Janeiro         | Brasil         | Medalha de ouro   | 1 h 24 min 37 s |
| 2015 | Campeonato Mundial de Paratriatlo PT2         | Estados Unidos | Medalha de prata  | 1 h 25 min 45 s |
| 2014 | ITU Series PT2 - estágio Chicago              | Estados Unidos | Medalha de ouro   | 1 h 32 min 48 s |
| 2014 | ITU Series PT2 - Dallas Stage                 | Estados Unidos | Medalha de ouro   | 1 h 42 min 56 s |
| 2014 | Campeonato Mundial de Paratriatlo PT2         | Canadá         | Medalha de prata  | 1 h 33 min 39 s |
| 2013 | Campeonato Mundial de Paratriatlo TRI-2       | Reino Unido    | Medalha de ouro   | 1 h 29 min 29 s |